# Sejr (navn)
 For alternative betydninger, se Sejr (flertydig). (Se også artikler, som begynder med Sejr)
Sejr (også stavet Sejer, Seier eller Seir. Fra Siger) er et personnavn, som kan anvendes som enten efternavn eller drenge fornavn.

## Personer med efternavnet
- Valdemar Sejr
- Arne Sejr
- Martin Sejr Jensen

## Personer med fornavnet
- Sejr Volmer-Sørensen